# The Vampire Diaries (7.ª temporada)
A sétima temporada da série de televisão The Vampire Diaries foi renovada oficialmente pela The CW em 11 de janeiro de 2015 e estreou em 8 de outubro de 2015. É a primeira temporada da série que não inclui Nina Dobrev, Michael Trevino e Steven R. McQueen no elenco principal. É também a primeira temporada da série em que Candice Accola é creditada como "Candice King", usando o sobrenome do marido Joe King.

## Produção
A série foi renovada oficialmente pela The CW para a sétima temporada em 11 de janeiro de 2015, estreando em 8 de outubro do mesmo ano. Inicialmente transmitida nas quintas-feiras, passou a ser exibida nas sextas, a partir de 29 de janeiro de 2016.
Em janeiro de 2016, Mark Pedowitz, presidente da The CW, anunciou a realização de um episódio crossover entre The Vampire Diaries e The Originals.

### Elenco
Em 6 de abril de 2015, Nina Dobrev que interpretou a protagonista Elena Gilbert anunciou que deixaria a série após seis temporadas. No mesmo dia, foi revelado que Michael Trevino que interpretou o personagem Tyler Lockwood deixaria o elenco regular, fazendo aparições como convidado em alguns episódios.
Scarlett Byrne, Teressa Liane e Elizabeth Blackmore foram integradas ao elenco recorrente, para viverem Nora, Mary Louise e Valerie, que fariam parte da família de hereges de Lily Salvatore, personagem interpretada por Annie Wersching. 

## Elenco

### Regular
| Ator             | Personagem                                 | Frequência       |
| ---------------- | ------------------------------------------ | ---------------- |
| Paul Wesley      | Stefan Salvatore / Ambrose                 | 22 / 2 episódios |
| Ian Somerhalder  | Damon Salvatore                            | 22 episódios     |
| Kat Graham       | Bonnie Bennett                             | 19 episódios     |
| Candice King     | Caroline Forbes                            | 19 episódios     |
| Matt Davis       | Alaric Saltzman                            | 18 episódios     |
| Michael Malarkey | Lorenzo "Enzo" St. John[carece de fontes?] | 17 episódios     |
| Zach Roerig      | Matt Donovan                               | 16 episódios     |

### Recorrente
| Ator                | Personagem                 | Frequência   |
| ------------------- | -------------------------- | ------------ |
| Elizabeth Blackmore | Valerie Tulle              | 16 episódios |
| Scarlett Byrne      | Nora Hildegard             | 12 episódios |
| Teressa Liane       | Mary Louise                | 11 episódios |
| Annie Wersching     | Lilian "Lily" Salvatore    | 10 episódios |
| Todd Lasance        | Julian                     | 10 episódios |
| Leslie-Anne Huff    | Rayna Cruz                 | 9 episódios  |
| Jaiden Kaine        | Beau                       | 7 episódios  |
| Lily Rose Mumford   | Josie Saltzman             | 6 episódios  |
| Tierney Mumford     | Lizzie Saltzman            | 5 episódios  |
| Mouzam Makkar       | Alexandria "Alex" St. John | 5 episódios  |
| Ana Nogueira        | Penny Ares                 | 5 episódios  |

### Convidado
| Ator               | Personagem                                                  | Frequência  |
| ------------------ | ----------------------------------------------------------- | ----------- |
| Michael Trevino    | Tyler Lockwood                                              | 4 episódios |
| Jodi Lyn O'Keefe   | Florence (no corpo de Josette "Jo" Laughlin/Josette Parker) | 3 episódios |
| Tim Kang           | Oscar/Espírito Desconhecido                                 | 3 episódios |
| Nina Dobrev        | Elena Gilbert (Arquivo de imagem/CGI/Voz)                   | 2 episódios |
| Aisha Duran        | Virginia St. John                                           | 3 episódios |
| Evan Gamble        | Henry Wattles                                               | 2 episódios |
| Ryan Dorsey        | Marty Hammond / Stefan Salvatore                            | 2 episódios |
| Justice Leak       | Malcolm                                                     | 1 episódio  |
| Joseph Morgan      | Klaus Mikaelson                                             | 1 episódio  |
| Brandon Akira      | Lewis / Beau                                                | 1 episódio  |
| Gerardo Davila     | Vicente Cruz                                                | 1 episódio  |
| Nikki Tomlinson    | Ashlynn                                                     | 1 episódio  |
| John Charles Meyer | Giuseppe Salvatore (jovem)                                  | 1 episódio  |
| Gavin Casalegno    | Damon Salvatore (jovem)                                     | 1 episódio  |
| Lake Judy          | Stefan Salvatore (jovem)                                    | 1 episódio  |
| Veronica Galvez    | Rayna Cruz (jovem)                                          | 1 episódio  |

## Episódios
| Episódio # | Total # | Título original (Título no Brasil)                                                         | Dirigido por          | Escrito por                                                    | Estreia                                                               | Audiência em milhões (EUA) |
| --- | ------- | ------------------------------------------------------------------------------------------ | --------------------- | -------------------------------------------------------------- | --------------------------------------------------------------------- | -------------------------- |
| 1 | 134     | "Day One of Twenty-Two Thousand, Give or Take (Dia Um De Vinte e Dois Mil, Mais ou Menos)" | Pascal Verschooris    | Caroline Dries                                                 | 8 de outubro de 2015 26 de outubro de 2015 3 de fevereiro de 2017     | 1.38                       |
| Após um plano que deixou a vida de sua namorada, Elena, ligada à da melhor amiga Bonnie, Damon é forçado a navegar pela sua nova realidade sem a companhia de seu grande amor. A nova e poderosa Bonnie decide que será o compasso moral de Damon, mantendo-o em seu olhar, ao mesmo tempo em que o vampiro resolve manter uma vigilância cautelosa sob Alaric após a morte de sua noiva, Jo. Enquanto aguarda Caroline lidar com suas próprias emoções, Stefan toma a decisão de proteger a cidade de Lily e de sua família de Hereges, que não perderam tempo e causaram sérios estragos em Mystic Falls. Enzo sofre para encontrar seu lugar na nova vida de Lily e acaba rapidamente sendo forçado a decidir de que lado está sua lealdade. Para completar, com as apostas mais altas do que nunca, Matt — que completou recentemente seu treinamento na polícia — se junta a Stefan e Caroline para acabar com a ameaça dos Hereges, porém uma virada surpreendente nos eventos deixa um deles em uma posição perigosa. |         |                                                                                            |                       |                                                                |                                                                       |                            |
| 2 | 135     | "Never Let Me Go (Nunca Me Deixe Ir)"                                                      | Chris Grismer         | Brian Young                                                    | 15 de outubro de 2015 2 de novembro de 2015 3 de fevereiro de 2017    | 1.40                       |
| Quando uma decisão impulsiva de Damon ameaça reverter um acordo cuidadosamente negociado entre Stefan e Lily, ele não tem escolha a não ser consertar as coisas com sua mãe antes que tudo saia do controle. No entanto, Lily mostra estar um passo à frente e realiza um plano que atinge Damon onde mais dói. Em outros lugares, de volta à Universidade Whitmore, Alaric pede ajuda a Bonnie para lidar com um artefato misterioso e potencialmente perigoso obtido por ele, enquanto Matt é forçado a tomar uma decisão arriscada de vida ou morte. Para completar, Caroline, que se tornou um peão no plano de retaliação de Lily e dos Hereges, descobre um detalhe chocante sobre o passado de Stefan. |         |                                                                                            |                       |                                                                |                                                                       |                            |
| 3 | 136     | "Age of Innocence (Idade Da Inocência)"                                                    | Michael A. Allowitz   | Melinda Hsu Taylor & Holly Brix                                | 22 de outubro de 2015 9 de novembro de 2015 10 de fevereiro de 2017   | 1.23                       |
| Como consequência de um plano inteligente orquestrado por Lily, Damon coloca o pé na estrada em companhia de Bonnie e Alaric, já que busca algo para usar como vantagem contra sua mãe. Enquanto isso, Caroline — que segue como refém dos Hereges — descobre informações chocantes sobre o passado de Valerie. Ao mesmo tempo, Stefan descobre alguns detalhes inesperados a respeito de seu próprio passado através de Lily. Para completar, Alaric pede ajuda a Bonnie após jogar limpo a respeito de um segredo que esteve guardando. |         |                                                                                            |                       |                                                                |                                                                       |                            |
| 4 | 137     | "I Carry Your Heart With Me (Levo Seu Coração Comigo)"                                     | Jeffrey Hunt          | Neil Reynolds                                                  | 29 de outubro de 2015 16 de novembro de 2015 10 de fevereiro de 2017  | 1.24                       |
| Damon acredita que está em vantagem na sua luta contra Lily, porém uma virada inesperada de eventos o leva a ter que pensar em um plano alternativo. Mais tarde, as ações de Damon ganham a atenção nada desejada de Mary Louise e Nora, o que faz com que Stefan e Caroline sejam forçados a passar a noite distraindo as garotas durante o baile do Céu e Inferno, realizado na faculdade Whitmore. Finalmente, após suspeitar de algo, Enzo sai em uma missão a fim de descobrir o que Valerie está tramando, ao mesmo tempo em que o plano de Alaric e Bonnie faz com que seus mundos virem de cabeça para baixo. |         |                                                                                            |                       |                                                                |                                                                       |                            |
| 5 | 138     | "Live Through This (Sobreviva)"                                                            | Rebecca Sonnenshine   | Kellie Cyrus                                                   | 5 de novembro de 2015 23 de novembro de 2015 17 de fevereiro de 2017  | 1.34                       |
| Depois de perceber o caminho obscuro pelo qual estava seguindo, Damon decide que vai começar de novo e que suas ações daqui para frente serão dignas de Elena. Enquanto isso, Lily se prepara para a chegada de uma figura especial de seu passado, ao mesmo tempo em que Enzo se mostra apreensivo. Mais tarde, a pedido de Caroline, Stefan fica frente a frente com Valerie e descobre detalhes perturbadores sobre o passado, ao mesmo tempo em que Enzo e Bonnie batem de frente ao serem forçados a lidar com uma ameaça violenta. Para completar, Bonnie descobre uma informação perturbadora envolvendo a Pedra da Fênix, forçando-a a confrontar Alaric. |         |                                                                                            |                       |                                                                |                                                                       |                            |
| 6 | 139     | "Best Served Cold (Prato Que Se Come Frio)"                                                | Darren Genet          | Caroline Dries                                                 | 12 de novembro de 2015 30 de novembro de 2015 17 de fevereiro de 2017 | 1.32                       |
| Após se reunir com seu antigo amor, Julian, Lily oferece um jantar para apresentá-lo a Damon e Stefan e para declarar a paz entre sua família de Hereges e os residentes de Mystic Falls. Damon e Stefan chegam a um impasse ao perceberem que possuem visões diferentes sobre como lidar com a chegada de Julian. Na festa, Bonnie e Matt descobrem um estranho mistério envolvendo alguns residentes acima de qualquer suspeita, ao mesmo tempo em que uma revelação devastadora faz com que Alaric chegue ao seu limite. |         |                                                                                            |                       |                                                                |                                                                       |                            |
| 7 | 140     | "Mommie Dearest (Mamãezinha Querida)"                                                      | Tony Solomons         | James Stoteraux & Chad Fiveash                                 | 19 de novembro de 2015 7 de dezembro de 2015 24 de fevereiro de 2017  | 1.10                       |
| Para provar que Julian está manipulando Lily , Stefan e Damon confrontam sua mãe com as memórias dolorosas de suas infâncias. No entanto, quando Lily revela um segredo sombrio que ela está abrigando por mais de 160 anos, Stefan e Damon são levados a questionar tudo o que já sabem sobre sua família. Determinado a provar a si mesmo para Lily, Enzo fica cara-a-cara com Julian e desafia-o para um duelo, mas uma reviravolta inesperada ameaça complicar as coisas. Em outros lugares, Matt encontra-se no meio de um mistério aprofundamento envolvendo os moradores de Mystic Falls e o mundo de Caroline vira de cabeça para baixo quando Valerie revela algumas novidades de mudança de vida para ela. |         |                                                                                            |                       |                                                                |                                                                       |                            |
| 8 | 141     | "Hold Me, Thrill Me, Kiss Me, Kill Me (Me Abrace, Me Emocione, Me Beije, Me Mate)"         | Leslie Libman         | Brett Matthews                                                 | 3 de dezembro de 2015 14 de dezembro de 2015 24 de fevereiro de 2017  | 1.32                       |
| Enquanto Julian e Lily organizam uma festa para celebrar o aniversário do relacionamento de Mary Louise e Nora, Stefan e Damon colocam em ação um plano arriscado para eliminar uma nova ameaça trazida por Julian. Enquanto isso, após a grande revelação feita por Valerie, Caroline é forçada a enfrentar sua nova realidade, mesmo que isso ameace destruir sua relação com Stefan. Por fim, determinada a fazer o melhor por sua família, Lily toma a decisão mais difícil de sua vida. |         |                                                                                            |                       |                                                                |                                                                       |                            |
| 9 | 142     | "Cold as Ice (Frio Como Gelo)"                                                             | Geoffrey Wing Shotz   | Brian Young                                                    | 10 de dezembro de 2015 15 de fevereiro de 2016 3 de março de 2017     | 1.17                       |
| Com as férias em pleno andamento, uma busca por Julian leva Damon e Stefan para uma pequena cidade fora de Mystic Falls. Enquanto gerencia uma campanha de brinquedos nas férias do Whitmore College, Bonnie procura ajuda de Nora e as duas iniciam uma amizade improvável. Em outros lugares, Caroline faz o seu melhor para navegar em sua nova vida como vampira grávida, enquanto Alaric fica preocupado que a gravidez está afetando mais do que ela pode aguentar. Finalmente, encontrando-se em desacordo com Damon, Stefan é forçado a encarar o assunto com suas próprias mãos, desencadeando uma série de eventos trágicos que mudará sua vida para sempre. |         |                                                                                            |                       |                                                                |                                                                       |                            |
| 10 | 143     | "Hell is Other People (O Inferno São Os Outros)"                                           | Deb Chow              | Holly Brix & Neil Reynolds                                     | 29 de janeiro de 2016 22 de fevereiro de 2016 3 de março de 2017      | 1.24                       |
| Após bater de frente com Julian a fim de vingar a morte de Lily, Damon acorda e percebe que está preso dentro da Pedra da Fênix, sendo atormentado pelo trauma de sua passagem pela Guerra Civil e é forçado a enfrentar seu demônio mais interno para poder sair. Do lado de fora, Bonnie corre contra o tempo para libertar Damon antes que os efeitos da Fênix tomem conta e o mudem para sempre. |         |                                                                                            |                       |                                                                |                                                                       |                            |
| 11 | 144     | "Things We Lost in the Fire (As Perdas do Incêndio)"                                       | Paul Wesley           | Melinda Hsu Taylor                                             | 5 de fevereiro de 2016 29 de fevereiro de 2016 10 de março de 2017    | 1.09                       |
| Com os efeitos traumáticos da pedra Phoenix causados em seu irmão, Stefan tenta ajudar Damon a recuperar a noção da realidade, enquanto secretamente luta com sua própria experiência na pedra. Em outros lugares, Matt e Bonnie lidam com as consequências depois de Julian e seus homens terem dominado Mystic Falls, levando Matt a uma espiral perda de controle e em problemas com uma oficial chamada Penny. Enquanto isso, Tyler retorna à cidade para o chá de bebê de Alaric e Caroline. A mesma faz uma descoberta perturbadora envolvendo Alaric e seu plano futuro para com os bebês. |         |                                                                                            |                       |                                                                |                                                                       |                            |
| 12 | 145     | "Postcards From the Edge (Postais do Limite)"                                              | Pascal Verschooris    | Rebecca Sonnenshine                                            | 12 de fevereiro de 2016 7 de março de 2016 10 de março de 2017        | 1.08                       |
| Quando sua experiência na pedra Phoenix leva-o a fazer o impensável, Damon encontra-se sem algo para se importar no mundo, em uma espiral sem controle e sob a influência de um Julian perigoso e imprudente. Recusando-se a desistir de seu irmão, Stefan tenta argumentar com Damon só para descobrir a razão devastadora para o tal colapso. Em outros lugares, Caroline começa a ter alguns efeitos perigosos em seu corpo, como resultado de sua gravidez sobrenatural e é forçada a recorrer a ajuda de Valerie. Enquanto isso, Bonnie, Nora e Mary Louise tentam rastrear uma caçadora de vampiros implacável chamada Rayna depois de suspeitar de sua ressurgência. |         |                                                                                            |                       |                                                                |                                                                       |                            |
| 13 | 146     | "This Woman’s Work (O Trabalho Dessa Mulher)"                                              | Garreth Stover        | Chad Fiveash & James Stoteraux                                 | 19 de fevereiro de 2016 14 de março de 2016 17 de março de 2017       | 1.06                       |
| Quando as complicações de sua gravidez sobrenatural deixar a vida de Caroline pendurada na balança, Stefan e Valerie tomam medidas extremas para tentar salvar ela e os bebês. Enquanto isso, depois de descobrir um segredo obscuro sobre Damon, Enzo usa as informações para forçá-lo a ajudar em rastrear Rayna Cruz, uma caçadora de vampiros cruel que está à solta. No entanto, quando as ações de Damon inadvertidamente colocar todos que ele ama no caminho de Rayna, ele é forçado a fazer as coisas rapidamente antes que seja tarde demais. |         |                                                                                            |                       |                                                                |                                                                       |                            |
| 14 | 147     | "Moonlight On The Bayou (Luar Sobre o Bayou)"                                              | Jeffrey Hunt          | Caroline Dries & Brett Matthews                                | 26 de fevereiro de 2016 21 de março de 2016 17 de março de 2017       | 1.12                       |
| A fim de atrair uma vingativa caçadora de vampiros chamada Reyna Cruz para longe de seus amigos em Mystic Falls, Stefan vai para Nova Orleans, onde Valerie ouviu falar de uma casa segura que pode protegê-lo. Ao chegar lá, ele fica cara a cara com Klaus Mikaelson, que logo suspeita da chegada inesperada de seu velho amigo em sua cidade. Enquanto isso, Enzo, que está trabalhando em nome de uma organização misteriosa chamada The Armory, aborda Damon e Bonnie com um plano que pode proteger Stefan de Rayna. Finalmente, depois de saber que Alaric decidiu imediatamente ir embora para Dallas com os gêmeos, Caroline se oferece para acompanhá-los na viagem e encontra-se contemplando seu próprio futuro em Mystic Falls. |         |                                                                                            |                       |                                                                |                                                                       |                            |
| 15 | 148     | "I Would For You (Eu Faria Por Você)"                                                      | Mike Karasick         | Brian Young                                                    | 4 de março de 2016 28 de março de 2016 24 de março de 2017            | 1.06                       |
| Enquanto Stefan e Valerie procuram uma erva mágica que pode mantê-lo escondido de Rayna, Damon vem com seu próprio plano para derrubá-la de uma vez por todas. No entanto, edentro da Armory, Bonnie faz uma descoberta chocante sobre Rayna que leva o plano de Damon a uma parada brusca. Em outros lugares, uma conversa com Caroline deixa Stefan questionar seu futuro juntos, enquanto Matt decide que pode ser hora de realmente tomar uma posição contra os vampiros de Mystic Falls. Por fim, assim como o capítulo médio da temporada chega ao fim, o desejo de Damon de ficar de fora do jogo cresce enquanto ele corre para concluir negócios inacabados com Stefan e Bonnie. |         |                                                                                            |                       |                                                                |                                                                       |                            |
| 16 | 149     | "Days of Future Past (Dias De Um Futuro Passado)"                                          | Ian Somerhalder       | Melinda Hsu Taylor                                             | 1 de abril de 2016 25 de abril de 2016 24 de março de 2017            | 1.07                       |
| Na tentativa de fazer as coisas direito com seu irmão, Damon oferece a ter a cicatriz de Stefan magicamente transferida para ele, apenas para descobrir que isso pode vir com algumas consequências inesperadas. Com o tempo esgotando-se e Rayna se aproximando de Stefan, Valerie tenta desesperadamente argumentar com Damon antes que seja tarde demais. Em outra parte, depois de ter sido acusado de tirar Rayna da Armory, Enzo tenta limpar seu nome, mas não antes de um violento confronto com Nora que obriga-o a fazer uma descoberta perturbadora. |         |                                                                                            |                       |                                                                |                                                                       |                            |
| 17 | 150     | "I Went To The Woods (Eu Fui À Floresta)"                                                  | Julie Plec            | Julie Plec & Neil Reynolds (história) Neil Reynolds (teleplay) | 8 de abril de 2016 2 de maio de 2016 31 de março de 2017              | 1.03                       |
| Em sequência da decisão fatal de seu irmão, Stefan acorda e encontra-se jogado em uma situação de vida ou morte com apenas seus instintos básicos para confiar. Com o tempo trabalhando contra ele, ele sai em uma jornada de sobrevivência, enquanto é forçado a enfrentar uma vida de danos irreversíveis que Damon tem feito no relacionamento dos dois. Enquanto isso, desesperado para salvar seu irmão, Damon segue uma vantagem incomum que ele se deparou, enquanto Matt envia Valerie para Dallas para conseguir a ajuda de Alaric na busca de Stefan. Finalmente, quando Rayna descobre o surgimento de uma nova ameaça, ela embarca em sua própria missão para encontrar Stefan antes dos outros. |         |                                                                                            |                       |                                                                |                                                                       |                            |
| 18 | 151     | "One Way Or Another (De Um Jeito Ou De Outro)"                                             | Rashaad Ernesto Green | Penny Cox (história) Rebecca Sonnenshine (teleplay)            | 15 de abril de 2016 9 de maio de 2016 31 de março de 2017             | 1.02                       |
| Determinado em capturar um vampiro fugitivo chamado Ambrose, que pode ser a chave para deixar Stefan seguro novamente, Damon vai para Memphis com Alaric. No entanto, relutante em voltar atrás com seus antigos jeitos de caçar vampiros, Alaric deixa claro a sua falta de vontade de participar, enquanto revela a verdade sobre os últimos três anos sem Damon em sua vida. Enquanto isso, na ala psiquiátrica, Bonnie conhece uma jovem mulher chamada Virginia, que fornece a ela algumas informações valiosas sobre o porquê da Armory talvez venha atrás dela. Finalmente, Enzo leva o assunto em suas próprias mãos quando ele descobre alguma notícia devastadora de Rayna. |         |                                                                                            |                       |                                                                |                                                                       |                            |
| 19 | 152     | "Somebody That I Used To Know (Alguém Que Conhecia’')"                                     | Chris Grismer         | Matthew D’Ambrosio (história) & Holly Brix (teleplay)          | 22 de abril de 2016 16 de maio de 2016 7 de abril de 2017             | 1.02                       |
| Quando os esforços de Enzo para proteger Bonnie acabam colocando sua vida em perigo, eles descobrem que Rayna pode ser a chave para sua sobrevivência. Com o tempo se esgotando e Rayna no controle, Enzo e Bonnie relutantemente juntam-se com Damon, que está desesperado para salvar a vida de Bonnie e para reparar sua amizade quebrada. Em outros lugares, quando Stefan viaja para Dallas e fica cara a cara com Alaric, as tensões tomam escala e eles são forçados a confrontar as consequências da ausência de Stefan na vida de Caroline. Finalmente, Enzo descobre os verdadeiros motivos da Armory por trás de sua busca por Bonnie. |         |                                                                                            |                       |                                                                |                                                                       |                            |
| 20 | 153     | "Kill 'Em All (Matar a Todos)"                                                             | Kellie Cyrus          | Chad Fiveash & James Stoteraux                                 | 29 de abril de 2016 23 de maio de 2016 7 de abril de 2017             | 1.05                       |
| Com a vida de Bonnie em jogo e uma batalha difícil pela frente, Damon e Enzo levam o peso da tentativa de salvar Bonnie antes que sua condição piora. Stefan relutantemente se junta com Matt por causa de Bonnie e descobre a verdade por trás da raiva de Matt em sua direção. Em outra parte, determinada a ajudar sua melhor amiga, Caroline junta-se com Alaric em uma missão e rapidamente percebe o quanto ela perdeu seu antigo estilo de vida sobrenatural. Finalmente, depois de seu plano ir por um rumo inesperado, Damon toma uma decisão fatal que irá mudar para sempre a sua relação com Bonnie. |         |                                                                                            |                       |                                                                |                                                                       |                            |
| 21 | 154     | "Requiem For a Dream (Réquiem Para Um Sonho)"                                              | Paul Wesley           | Brett Matthews & Neil Reynolds                                 | 6 de maio de 2016 30 de maio de 2016 14 de abril de 2017              | 0.90                       |
| Quando a tentativa arriscada de Damon de salvar Bonnie toma um rumo inesperado, as consequências de suas ações forçam todos a unirem-se para ajudá-la a sobreviver. Enquanto isso, quando uma nova ameaça deixa a vida de Caroline em perigo, Stefan faz uma decisão precipitada que, finalmente, os obriga a enfrentar as consequências do seu relacionamento. Em outros lugares, Enzo tenta se segurar firme enquanto ele vê dolorosamente Bonnie lutando por sua vida, assim como Matt leva o assunto em suas próprias mãos para salvar um de seus amigos mais próximos. |         |                                                                                            |                       |                                                                |                                                                       |                            |
| 22 | 155     | "Gods & Monsters (Deuses & Monstros)"                                                      | Michael A. Allowitz   | Brian Young                                                    | 13 de maio de 2016 6 de junho de 2016 14 de abril de 2017             | TBA                        |
| Apesar de seus melhores esforços para ajudar a Bonnie através da situação angustiante que ela enfrenta agora, Damon, Enzo e Caroline percebem que suas opções estão se esgotando e medidas drásticas precisam ser tomadas. Com a sua única chance de salvar sua amiga presae dentro da Armory, Stefan dá a notícia para Caroline que eles podem precisar de ajuda de uma fonte improvável - ela e as filhas gêmeas de Alaric. Em outros lugares, Enzo mantém Bonnie preocupada por trazê-la de volta para sua cabana, mas quando o seu plano toma um rumo inesperado, vai ser a decisão de Damon de fazer o último sacrifício para salvar seus amigos mais próximos. |         |                                                                                            |                       |                                                                |                                                                       |                            |